# Ingelheim am Rhein
Ingelheim am Rhein é uma cidade da Alemanha localizada no distrito de Mainz-Bingen, estado da Renânia-Palatinado.